# Eliseo multiplicando los panes
Eliseo multiplicando los panes es un cuadro del pintor italiano Tintoretto, realizado en óleo sobre lienzo y mide 370 cm de alto por 265 cm de ancho. Pintado entre los años 1577 y 1578, se encuentra actualmente expuesto en la Scuola Grande di San Rocco en Venecia.
Tintoretto realizó este óvalo para el techo de la Sala Grande de la Scuola. La figura del profeta Eliseo domina el lienzo, sosteniendo una cesta en escorzo e inclinado sobre los panes. Al fondo asisten a la escena tres mujeres y más lejos otras tres figuras.
Esta escena bíblica está relacionada simbólicamente con la Eucaristía y la tarea de los cofrades de alimentar a los pobres, fundamental en el programa de la Scuola.